# Antichrist (film 1915)
Antichrist (Антихрист) è un film del 1915 diretto da Ėdvard Puchal'skij.